# Gent per Eivissa
Gent per Eivissa (GxE) és un partit polític creat el 2011 i que té com a objectiu "treballar amb eficàcia en la defensa dels interessos d'Eivissa, la seua cultura i el seu paisatge. Es defineix com a insularista, la qual cosa suposa tenir com a aspiració "denunciar i corregir la discriminació secular que sofreixen els ciutadans d'Eivissa", víctimes del doble centralisme de Palma i Madrid".
Gent per Eivissa es presenta per primera vegada en 2015 a les eleccions insulars i autonòmiques amb Juanjo Cardona com a candidat. El seu programa es basa en quatre eixos, segons un comunicat publicat al seu web i en xarxes socials:
- Mirar per la gent: que els que vivim a Eivissa tot l'any siguem ciutadans de primera, amb tots els serveis i recursos que ens pertoquen. I que l'activitat econòmica generi benestar per a tothom. És una qüestió d'equitat.
- Manar a ca nostra. Més poder de decisió de les nostres institucions i menys dependència de Palma i Madrid. Volem reforçar el Consell d'Eivissa i retallar dràsticament el Govern Balear.
- Reivindicar la nostra cultura i el nostre patrimoni: podem ser una terra d'acollida i oberta al món sense renunciar a les nostres arrels, podem ser una illa moderna sense esborrar el passat.
- Conservar el nostre paisatge. Eivissa és coneguda arreu del món per la seua bellesa natural i paisatgística. Conservar-la és assegurar el futur."

Durant la legislatura 2011-2015, GxE ha tengut representació en el Consell d'Eivissa (Juanjo Cardona), i els ajuntaments d'Eivissa (Àngels Martínez), Santa Eulària (Jaume Ribas) i Sant Antoni (Juanjo Cardona), com a part integrant de la coalició Psoe-Pacte per Eivissa.